# Carl Martin
Carl Martin fue un guitarrista, violinista y cantante de blues originario de Virginia (Estados Unidos), nacido en 1906 y fallecido en 1979.
Virtuoso violinista, desarrolló su carrera entre Virginia, Memphis y Chicago, grabando interesantes discos entre 1934 y 1936, muy al Estilo Piedmont. Durante el revival del blues, en los años 1970, desarrolló un tipo de blues nostálgico con bandas de cuerda.

## Biografía
Martín nació en Big Stone Gap (Virginia). Hizo sus primeras grabaciones como miembro de varios grupos, incluidos Four Keys, Tennessee Chocolate Drops y Wandering Troubadours. También actuó en el trío Martin, Bogan y Armstrong (con Ted Bogan y Howard Armstrong), ayudando a mantener viva la tradición de las bandas de cuerdas de la Old time music afroamericana en la región de los Apalaches.
Acompañó a músicos de Chicago, como Bumble Bee Slim y Tampa Red, durante toda la década de 1930. También es destacable su trabajo en solitario grabado en la década de 1930 canciones como "Crow Jane" y "Old Time Blues". A partir de la década de 1930, Martin tocó regularmente como solista en el área de Chicago, con un repertorio que abarcaba blues, jazz , pop, country e incluso canciones no inglesas. Tocó la segunda guitarra con Freddie Spruell en la grabación de 1935 de la canción de este último "Let's Go Riding". La pista apareció en la banda sonora de la película Ghost World de 2001.
En la década de 1970, se reunió con Bogan y Armstrong y tocó en festivales de música folk y blues en todo Estados Unidos. Martin murió en Pontiac (Míchigan), en mayo de 1979, a la edad de 73 años.